# Werkuitdaging
Werkuitdaging, ook wel 'uitdaging op het werk' genoemd, wordt in de literatuur op verschillende manieren geoperationaliseerd: als ‘objectief’ kenmerk van een taak of als een subjectieve ervaring van uitdaging. Het meeste onderzoek operationaliseert uitdaging in termen van ‘objectieve’ taakkenmerken zoals het uitvoeren van taken
1. die nieuw zijn
2. die vaardigheden vereisen die een persoon nog niet volledig beheerst
3. waarbij iemand veel autonomie heeft
4. die vaak een grotere verantwoordelijkheid en zichtbaarheid met zich meebrengen.

## Meten van werkuitdaging
Voor het meten van uitdagende, ‘objectieve’ werkkenmerken zijn er een aantal goede valide en betrouwbare vragenlijsten ontwikkeld, zoals de Developmental Challenge Profile (DCP; McCauley et al., 1994) of de Job Diagnostic Survey (Hackman & Oldham, 1975). Sommige onderzoekers hebben uitdaging voornamelijk geoperationaliseerd in termen van beleving van medewerkers, dus als ervaren uitdaging (o.a. Hall & Lawler, 1970). Dit laatste is begrijpelijk aangezien subjectieve waarnemingen nog meer dan objectieve feiten van invloed zijn op de werkattitudes van mensen (Judge, Bono, & Locke, 2000).
Een Nederlandstalige vragenlijst voor subjectieve ervaren werkuitdaging is ontwikkeld door Paul Preenen, Annelies van Vianen, Irene de Pater en Rene Geerling.  Hierin worden drie factoren van ervaren uitdaging onderscheiden:
1. positieve stimulatie, dat refereert aan taakwaardering en ervaren stimulatie
2. competentietoetsing, dat refereert aan de mate waarin mensen op de proef worden gesteld en zichzelf moeten bewijzen
3. onzekerheid, dat refereert aan de mate waarin mensen hun werktaken beschouwen als moeilijk en riskant, en onzeker zijn over het kunnen volbrengen ervan

## Uitkomsten van werkuitdaging
Uit eerder onderzoek blijkt dat werkuitdaging positief relateerd is aan werktevredenheid (bijv., Judge et al., 2000), commitment (e.g., Allen & Meyer, 1990), intern ondernemend gedrag van de medewerker en intrapreneur (Preenen et al., 2016), vertrekintenties van werknemers (Preenen et al., 2011) en informeel 'on-the-job' leren (Preenen et al., 2015). Ook leidt het uitvoeren van uitdagende werktaken en opdrachten tot het leren van nieuwe vaardigheden (bijv., DeRue & Wellman, 2009) en lijkt het erop dat werknemers die uitdagende taken uitvoeren beter worden beoordeeld door hun leidinggevenden

## Factoren van invloed bij uitdagende werktaken
Bij de uitvoering van uitdagende werktaken lijken mensen gemotiveerder en blijer wanneer de nadruk wordt gelegd op het leren van de taak, terwijl bij een niet uitdagende taak de nadruk op presteren moet komen te liggen om deze effecten te vinden.
Daarnaast blijkt dat de competitieve, ego- en prestatiegerichte leidinggevenden hun medewerkers minder van uitdagende taken lijken te voorzien. Zij voeren mogelijk zelf liever de uitdagende, interessante prestigieuze taken uit, in plaats van deze te delegeren aan hun medewerkers die zij misschien soms eerder als concurrent zien dan als medestander.